# Béla Békessy
Béla Békessy (Debrecen, 16 novembre 1875 – Volyn-Podilsk Upland, 6 luglio 1916) è stato uno schermidore ungherese, vincitore di una medaglia d'argento nella scherma ai giochi olimpici.